# Eucalyptus moluccana
Espèce
Classification phylogénétique
Répartition géographique
Eucalyptus moluccana est une espèce de plantes à fleurs du genre Eucalyptus et de la famille des Myrtaceae. C'est un arbre originaire de l'est de l'Australie.

## Description
C'est un arbre de taille moyenne à l'occasion grande avec une écorce rugueuse, persistante sur la partie inférieure du tronc, tombant au-dessus pour laisser une écorce gris blanchâtre ou lisse, brillante parfois, d'où le nom d'origine d’Eucalyptus hemiphloia, du grec ancien hémi :«moitié» ,-phloia ou phloos «écorce».
Les feuilles adultes sont pétiolées, lancéolées de 14 × 3,5 cm, brillantes, vertes, avec de nombreuses glandes.
Les fleurs blanches apparaissent du milieu de l'été à la mi-automne.

## Répartition et habitat
Il est très répandu dans les plaines côtières depuis le Territoire de la baie de Jervis en Nouvelle-Galles du Sud à la région située entre Rockhampton et Mackay dans le Queensland, puis, avec un écart substantiel, plus au Nord dans la région à l'ouest de Paluma jusqu'à la partie sud du plateau d'Atherton ainsi que deux petites zones isolées à l'est de Clermont près du barrage Eungella.